# Hipparchia occidentalis
Hipparchia occidentalis là một loài bướm ngày thuộc họ Nymphalidae. Nó là loài đặc hữu của Bồ Đào Nha. Các môi trường sống tự nhiên của chúng là các khu rừng ôn hòa and temperate grassland. Nó bị đe dọa do mất môi trường sống.